# Sarsameira sarsi
Sarsameira sarsi är en kräftdjursart som beskrevs av Lang 1948. Sarsameira sarsi ingår i släktet Sarsameira och familjen Ameiridae. Arten är reproducerande i Sverige. Inga underarter finns listade i Catalogue of Life.